# سوروگودن (گوله)
سوروگودن (به ترکی استانبولی: Sürügüden) یک منطقهٔ مسکونی در ترکیه است که در گوله (شهر) واقع شده‌است.